# سنیتشکا
سنیتشکا (به لاتین: Senička) یک منطقهٔ مسکونی در جمهوری چک است که در ناحیه اولومووتس واقع شده‌است. سنیتشکا ۵٫۶۹ کیلومتر مربع مساحت و ۳۴۸ نفر جمعیت دارد و ۲۶۰ متر بالاتر از سطح دریا واقع شده‌است.